# Six Men Getting Sick
Six Men Getting Sick är en konstnärlig film gjord av regissören David Lynch år 1967.
Den har ingen egentlig handling, utan innehåller endast animerade bilder och filmklipp som innehåller sex huvuden som spyr upp olika sorters färger. Filmen gjordes till en tävling, om Lynch vann något för den är oklart.